# Ofenstein

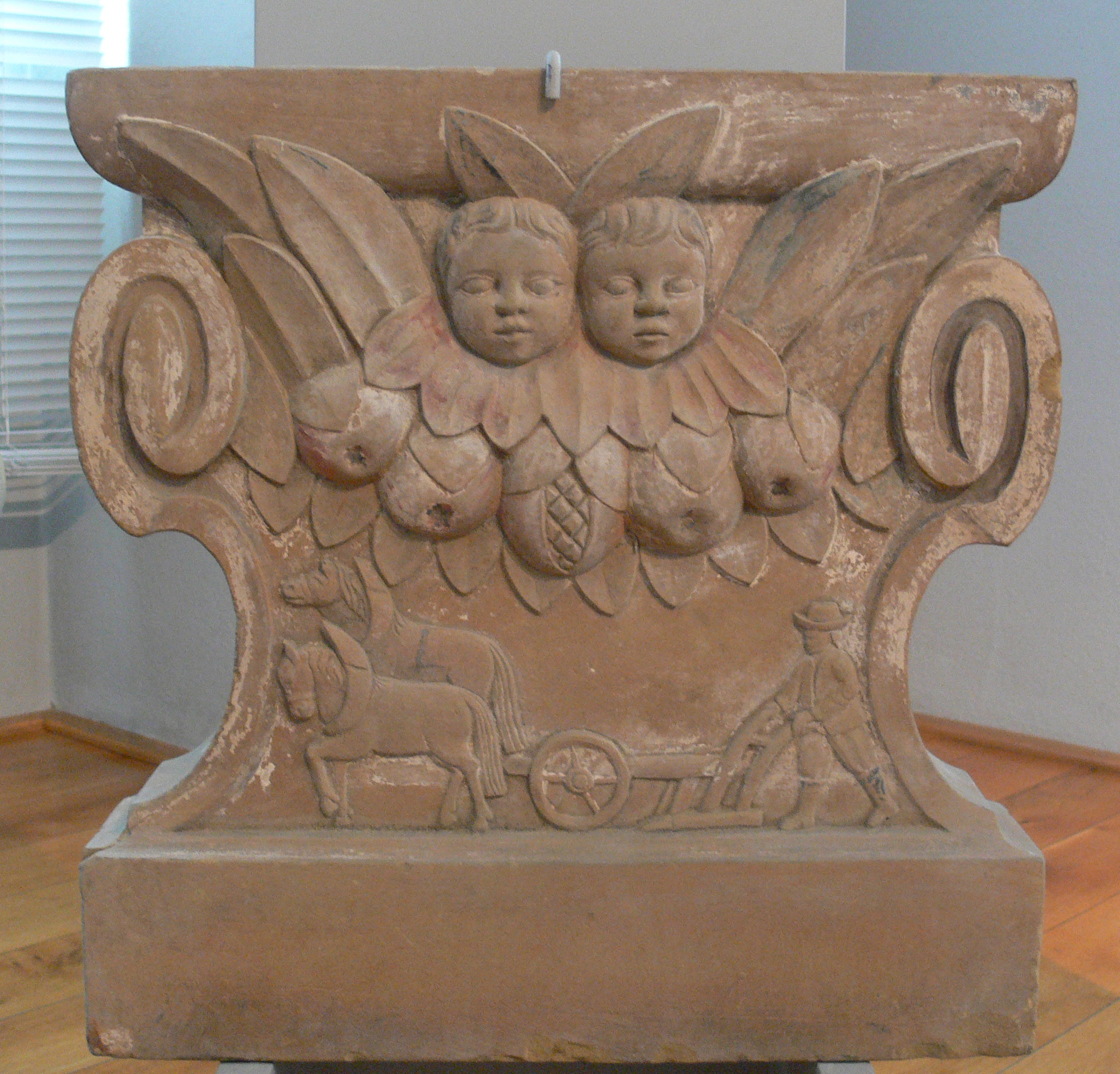
Ofenstein aus der zweiten Hälfte des 18. Jahrhunderts

Ein Ofenstein ist der Untersatz eines gusseisernen Kastenofens. Ofensteine waren vor allem im 18. Jahrhundert weit verbreitet und sind häufig mit Verzierungen geschmückt. Sie zählen im weitesten Sinne zur Volkskunst.
Gusseiserne Kastenöfen, wie sie lange Zeit in vielen Gebieten im süddeutschen Raum üblich waren, bedurften als Unterlage auf dem Fußboden einer steinernen Platte. Der Ofen wurde jedoch nicht direkt auf diese Platte gestellt, sondern zudem noch auf steinerne Füße. Im Laufe der Zeit entwickelten sich bis zur Zeit des Barock aus solchen einfachen Füßen die charakteristischen Ofensteine mit einem meist schmäleren Sockel, von dem ein sich nach oben verjüngender Mittelteil aufsteigt, der in Voluten bzw. Schnecken ausläuft. Solche Ofensteine waren vor allem dort verbreitet, wo geeignetes heimisches Gestein zur Verfügung stand, außerdem überwiegend bei bessergestellten Schichten, die sich einen gusseisernen Kastenofen überhaupt leisten konnten.
Die Ofensteine wurden häufig handwerklich verziert und oftmals auch bemalt. Die Verzierungen reichen von einfachen Datierungen und Handwerkerzeichen über allegorische Motive, Blumen- und Laubornamente, Zeichen von Berufsständen bis hin zu obrigkeitlichen Wappen für Öfen in Amtsstuben oder Adels- bzw. Allianzwappen für Öfen in Adelssitzen.
Nachdem die Kastenöfen mit Ofensteinen im 18. Jahrhundert eine Blüte erlebt hatten, ging man im 19. Jahrhundert vermehrt zu Kohleöfen oder kompakteren kleinen Standöfen über, später zu Heizungen mit Strom, Gas und Öl. Im Zuge dieser Entwicklung verschwanden die gusseisernen Kastenöfen und mit ihnen die Ofensteine. Manche der verzierten Steine haben sich vermauert im Mauerwerk von Gebäuden erhalten, so beispielsweise im Haus Finkenbergstraße 5 in Heilbronn-Biberach, das u. a. aufgrund des vermauerten Steines denkmalgeschützt ist.